# Ronde van Lombardije 1985
De Ronde van Lombardije 1985 was de 79e editie van deze eendaagse Italiaanse wielerwedstrijd die werd verreden op zaterdag 12 oktober 1985. Het parcours leidde van Como naar Milaan en ging over een afstand van 255 kilometer. 
De Ier Sean Kelly won de sprint. De als vierde geëindigde Spanjaard Marino Lejaretta werd gediskwalificeerd vanwege dopinggebruik. 

## Uitslag
| Plaats  | Naam                     | Ploeg                    | Tijd     |
| ------- | ------------------------ | ------------------------ | -------- |
| Winnaar | Sean Kelly               | Skil-Sem                 | 6u11'17" |
| 2       | Adrie van der Poel       | Kwantum Hallen-Yoko      | z.t.     |
| 3       | Charly Mottet            | Renault-Elf              | z.t.     |
| 4       | Leo Schönberger          | Dromedario-Laminox-Fibok | z.t.     |
| 5       | Claudio Corti            | Supermercati Brianzoli   | z.t.     |
| 6       | Silvano Contini          | Ariostea                 | z.t.     |
| 7       | Alfio Vandi              | Dromedario-Laminox-Fibok | z.t.     |
| 8       | Giambattista Baronchelli | Supermercati Brianzoli   | z.t.     |
| 9       | Mario Beccia             | Malvor-Bottecchia        | z.t.     |
| 10      | Fabrizio Vanucci         | Fanini–Seven Up          | z.t.     |
|         |                          |                          |          |
| 12      | Claude Criquielion       | Hitachi-Splendor-Sunair  | z.t.     |

1905 · 1906 · 1907 · 1908 · 1909 · 1910 · 1911 · 1912 · 1913 · 1914 · 1915 · 1916 · 1917 · 1918 · 1919 · 1920 · 1921 · 1922 · 1923 · 1924 · 1925 · 1926 · 1927 · 1928 · 1929 · 1930 · 1931 · 1932 · 1933 · 1934 · 1935 · 1936 · 1937 · 1938 · 1939 · 1940 · 1941 · 1942 · 1943 · 1944 · 1945 · 1946 · 1947 · 1948 · 1949 · 1950 · 1951 · 1952 · 1953 · 1954 · 1955 · 1956 · 1957 · 1958 · 1959 · 1960 · 1961 · 1962 · 1963 · 1964 · 1965 · 1966 · 1967 · 1968 · 1969 · 1970 · 1971 · 1972 · 1973 · 1974 · 1975 · 1976 · 1977 · 1978 · 1979 · 1980 · 1981 · 1982 · 1983 · 1984 · 1985 · 1986 · 1987 · 1988 · 1989 · 1990 · 1991 · 1992 · 1993 · 1994 · 1995 · 1996 · 1997 · 1998 · 1999 · 2000 · 2001 · 2002 · 2003 · 2004 · 2005 · 2006 · 2007 · 2008 · 2009 · 2010 · 2011 · 2012 · 2013 · 2014 · 2015 · 2016 · 2017 · 2018 · 2019 · 2020 · 2021 · 2022 · 2023 · 2024 · 2025